# Paul Mousset
Pour les articles homonymes, voir Mousset.
Paul Mousset, né le 3 avril 1907 à Saint-Amand-Montrond et mort le 26 octobre 1981 à Paris, est un journaliste et écrivain français.

## Biographie

### Formation et carrière
Après des études de droit et de lettres en France et à Harvard aux États-Unis, il travaille au cabinet civil du maréchal Lyautey en 1929. Puis, il devient grand reporter et voyage aux États-Unis et dans le Pacifique.
Il se tourne également vers la littérature et reçoit en 1941 le prix Renaudot pour son roman Quand le temps travaillait pour nous.
Après la guerre, il est d’abord chargé de mission à New York, puis redevient journaliste spécialiste de l’Extrême-Orient et reprend ses voyages notamment aux Philippines, Japon, Corée et Indochine.

### Carrière littéraire
Avec Maurois, Mondor et Siegfried il est l'un des rédacteurs de la revue littéraire l'Echauguette du diplomate Montguerre.
En 1954, il reçoit le Grand prix du roman de l'Académie française pour Neige sur un amour nippon. Les clefs de ce roman sont ensuite révélées dans son roman D’un Japon secret.
De 1966 à 1968 et de 1979 à sa mort, il assure la présidence de la Société des gens de lettres de France.

## Œuvre
- Maïmona, Paris, Grasset, 1936, rééd. Les éditions de la Nouvelle France, 1944, ill. Georges Tautel
- La Montagne païenne, Paris, Grasset, 1937
- Quand le temps travaillait pour nous, récit de guerre, Paris, Grasset, 1941 (Prix Renaudot 1941)
- Les Échanges légers, Paris, Grasset, 1944, roman
- Physiologie du golf, Paris, 1950, (Grand prix de la littérature sportive)
- Parallèle 38, Paris, 1951, sur la guerre de Corée
- Pique-minute, Paris, 1952, (Prix Montyon de l’Académie française)
- Priscilla ou Qui dira pourquoi, Paris, Grasset, 1953, roman
- Neige sur un amour nippon, Paris, Grasset, 1954, (Grand prix du roman de l'Académie française)
- D'un Japon secret, Paris, Grasset, 1954, roman
- Japon, Paris, Hachette, 1958, coll. Les Albums des Guides bleus, textes et photographies de l'auteur
- Ce Sahara qui voit le jour, 1959, documentaire
- Les Cerisiers doubles, Paris, Laffont, 1964, roman historique
- Albert Londres, l'aventure du grand reportage, Paris, Grasset, 1972, biographie

## Traductions
- Demain n’est pas pour les hommes (titre original : To Remember with Tears), traduction qui reçoit le prix Halpérine-Kaminsky

## Sources
- Ressource relative à la littérature :   - Académie française (lauréats)
- Notices d'autorité :   - VIAF
  - ISNI
  - BnF (données)
  - IdRef
  - LCCN
  - GND
  - Belgique
  - Pays-Bas
  - Israël
  - NUKAT
  - Norvège
  - Tchéquie
  - WorldCat
- « Mort de Paul Mousset président de la Société des gens de lettres », Le Monde, 30 octobre 1981
- Note biographique de l’édition poche de 1973 du roman Neige sur un amour nippon